# Sandister Tei
Pour les articles homonymes, voir Tei.
Sandister Tei est une journaliste ghanéenne. Elle est membre fondatrice du groupe d’utilisateurs Wikimedia Ghana et est nommée Wikimédienne de l'année en 2020.

## Biographie
Sandister Tei étudie la géographie à l'université du Ghana et le journalisme international à l’université de Cardiff.
En 2016, elle travaille pour Citi FM, Al Jazeera Media Network/AJ+, et Joy FM,. En 2017, elle est journaliste à Accra. 

### Activité Wikimédia
Sandister Tei est membre fondatrice du groupe d'utilisateurs Wikimedia Ghana.
Elle participe à la conférence Wikimedia 2019 à Berlin.
Le 15 octobre 2020, elle est nommée Wikimédienne de l'année par Jimmy Wales, le cofondateur de Wikipédia, lors d'une intervention diffusée en direct sur Facebook et YouTube,,.